# Асиндетон
Асиндетон, безсполучниковість (грец. άσύνδετον — незв'язане) — це стилістична фігура, яка полягає у пропуску сполучників, що зв'язують окремі слова й частини фраз. 

Наприклад: 
«Ліс, вогонь, кобзар, козаки, ціла картина десь ніби чарами зникла». (Іван Нечуй-Левицький).
Безсполучниковість посилює виразність мовлення, акцентує в ньому динамічний аспект, служить для виділення окремих слів: 
«Пружнаста віхола — прудка підпора крилам. Боріння. Зрив. Упертий рев стрибка… Вигук. Вихлоп. Спазм. Виття»[вкажіть автора].

## Приклади
- «Зимовий вечір. Тиша. Ми» (П. Тичина)
- «Зима. На фронт, на фронт!… а на пероні люди…» (В. Сосюра)
- «Зціпив зуби. Блідий-блідий! / За байраком село палало. / Хтось прикладом у спину — йди! / — Вас чимало!» (Є. Плужник)
- «Пропало, пройшло, пролетіло, / Минулося, щезло, спливло, лишень головешками тліло, / Лишень попелищем цвіло» (І. Драч)